# Helicops carinicaudus
Helicops carinicaudus — вид змій родини полозових (Colubridae). Ендемік Бразилії.

## Опис
Загальна довжина сягає 1 м. Голова невелика, помірно пласка. Забарвлення спини сірувато-буре з темними поздовжніми смугами уздовж спини. Черево жовте, вкрите чорними плямами.

## Підвиди
Виділяють два підвиди:
- Helicops carinicaudus carinicaudus (Wied-Neuwied, 1825;
- Helicops carinicaudus triserialis Lindholm, 1902.

## Поширення і екологія
Helicops carinicaudus мешкають на південно-східному узбережжі Бразилії, від міста Торріс на півночі штату Ріу-Гранді-ду-Сул на північ до річки Жекичіньонья на півдні штату Баїя. Вони живуть в атлантичних лісах, на берегах стоячих водойм, а також річок з повільною течією. Живляться переважно рибою, а також амфібіями. Яйцеживородні, народжують до 4 дитинчат.